# Eira sjukhus, Stockholm
Eira sjukhus var ett sjukhus i Stockholm mellan 1816 och 1955. Det låg i före detta Kronobränneriet i hörnet av Hantverkargatan och Parmmätargatan på Kungsholmen i Stockholm.
Sjukhuset öppnades som kurhus och var då specialiserat på könssjukdomar. Under perioden 1847–1918 tvingade prostitutionspolisen i Stockholm in många kvinnor i det så kallade reglementeringssystemet. Det innebar bland annat att de regelbundet måste besöka besiktningsbyrån för gynekologisk undersökning. Fann läkaren där tecken på könssjukdom blev kvinnorna direkt tvångsinlagda på Eira. Män kunde också söka vård där, men då var det frivilligt. 
Under 1900-talet minskade antalet patienter med könssjukdomar och sjukhuset öppnades för annan vård. När det lades ned 1955 flyttades både patienter och personal till Karolinska sjukhuset. 1956 revs byggnaden och 1958 kunde den nya Eiraskolan öppna på det gamla sjukhusets plats.